# 하오하이둥
하오하이둥(중국어 간체자: 郝海东, 정체자: 郝海東, 병음: Hǎo Hǎidōng, 한자음: 학해동, 1970년 5월 9일~)은 중화인민공화국의 전직 축구 선수로 현역 시절 포지션은 공격수였다. 중국 축구 국가대표팀에서 총 39득점을 기록하며 2024년 11월 기준으로 중국 대표팀 역대 최다 득점자 기록을 가지고 있다.
1986년 바이 축구단에서 프로 축구 선수 경력을 시작해 2008년 은퇴를 발표하기까지 다롄 스더, 셰필드 유나이티드 FC에서 활동하며 중국 축구 갑급 A리그 6회 우승, 중국 FA컵 2회 우승, 1998년 중국 축구 협회 올해의 선수 1회와 갑급 A리그 득점왕 3회 수상을 달성했다. 선수 경력을 마감하기 전 2004년 다롄 스더의 감독대행으로 활동했고 2006년 후난 샹쥔의 단장을, 2007년부터 2012년까지 톈진 쑹장의 단장을 역임했다.

## 구단 경력
하오하이동은 1996년 바이 정방에서 다롄 스더로 이적하였고, 9시즌을 뛰면서 6번의 중국 축구 갑급 A리그 우승을 달성했다. 2002-03 시즌에는 AFC 챔피언스리그 득점왕에 오르기도 하였으며, 이러한 활약으로 '중국의 앨런 시어러'라는 별명을 얻었다. 2005년 당시 이적 시장에서 가장 적은 이적료 기록인 1파운드에 잉글랜드 프리미어리그의 셰필드 유나이티드 FC로 이적하였으나 (이 기록은 2007년 알렉스가 PSV 에인트호번에서 첼시 FC로 이적하면서 이적료로 1유로를 지불하면서 깨지게 되었다.), 부상으로 인하여 한 경기도 뛰지 못한 채 주로 코치로 활동하다 2007년에 은퇴하였다.

## 국가대표팀 경력
하오하이둥은 2002년 FIFA 월드컵을 포함하여 국제 A매치 106경기에 출전하였으며, 39골을 넣어 중국 축구 국가대표팀에서 가장 많은 골을 기록한 선수이다.
1992년 8월 베이징에서 열린 1990년 다이너스티컵에 참가하면서 국가대표팀 경력을 시작했으며 이 대회 조선민주주의인민공화국전에 출전하여 국제 A매치에 데뷔했다. 경기는 2-2 무승부로 끝났다. 같은 해 11월 일본에서 열린 1992년 AFC 아시안컵에 참가했으며 아랍에미리트와의 3, 4위전 경기에서 A매치 데뷔골을 기록했다.

## 개인사
하오하이둥은 2019년 5월에 전직 배드민턴 선수인 예자오잉과 결혼했으며 2020년에 스페인으로 이주했다.

## 중국 공산당 비판
하오하이둥은 사회와 스포츠계의 문제들에 관해 입장을 표명했지만 중국 공산당을 직설적으로 비판하는 입장을 취하지 않았다. 그러나 1989년 천안문 사건 31주년인 2020년 6월 4일 아내 예자오잉과 함께 중국 공산당이 프로 스포츠계와 티베트, 홍콩, 코로나19 범유행 사안을 잘못 다루었음을 언급하며 중국 공산당을 공개적으로 비판했다. 이들은 중화인민공화국 축구계를 망치는 것은 선수들이 아닌 규칙을 무시하는 관료들이며 중화인민공화국에서 미국으로 망명한 기업가 궈원구이, 미국 백악관 고문을 역임한 스티브 배넌이 지지하는 신중국연방 창설에 찬성하는 입장을 발표했다.
중국 공산당은 하오하이둥과 예자오잉을 비판하는 성명을 발표했고 하오하이둥과 예자오잉의 웨이보 계정을 폐쇄하고 시나 스포츠와 텐센트 스포츠에서 이들의 신상 정보를 삭제하는 등 중화인민공화국의 통신망에서 이들에 관련된 정보를 삭제했다. 하오하이둥과 예자오잉은 공산당을 공개적으로 비판한 이후 6일 뒤 월스트리트 저널과의 인터뷰에서 중국 공산당의 일당독재를 비판하고 정치적, 개인적 압박에도 인권을 위해 활동하겠다고 언급했다.

## 수상 내역

### 개인
- 2003년 AFC 챔피언스리그 득점왕

### 클럽
- 다롄 스더
  - 중국 축구 갑급 A리그 우승 6회 : 1996년, 1997년, 1998년, 2000년, 2001년, 2002년
  - 중국 FA컵 우승 1회 : 2001년
  - 중국 FA 슈퍼컵 우승 3회 : 1997년, 2001년, 2003년

### 국가대표팀
- 2004년 AFC 아시안컵 준우승

## 같이 보기
- A매치 100경기 이상 출전한 축구 선수 명단